# Politbureau 1971
Hieronder de samenstelling van het Politbureau van het Centraal Comité van de Communistische Partij van de Sovjet-Unie (stemhebbende leden), in 1971.

## Samenstelling
| Afbeelding | persoon                     |
| ---------- | --------------------------- |
|            | Leonid Brezjnev             |
|            | Michail Soeslov             |
|            | Aleksej Kosygin             |
|            | Nikolaj Podgorny            |
|            | Viktor Grisjin              |
|            | Fjodor Koelakov             |
|            | Dinmoechamed Koenajev       |
|            | Kirill Mazoerov             |
|            | Petro Sjelest               |
|            | Andrej Pavlovitsj Kirilenko |
|            | Kiril Mazurov               |
|            | Aleksander Sjelepin         |
|            | Dmitri Poljanski            |
|            | Genadi Voronov              |
|            | Arvids Pelse                |
|            | Vladimir Sjtsjerbitski      |

### Tussentijdse mutaties (27 april 1973)
| Afbeelding | persoon         |
| ---------- | --------------- |
|            | Joeri Andropov  |
|            | Andrej Gretsjko |
|            | Andrej Gromyko  |

## Verwijzingen
1. ↑  Ontheven 27 april 1973
2. ↑  Ontheven 16 april 1975
3. ↑  Ontheven van zijn taken op 27 april 1973